# Krasta
Krasta este un oraș din Albania. A fost format în 1970 ca oraș minier. În 2015 a devenit parte a Bulqiza.